# Vera Fischer
Vera Fischer (Zagreb, 27. siječnja 1925. -  Zagreb, 14. srpnja 2009.), hrvatska akademska kiparica.

## Životopis
Vera Fischer rođena je 27. siječnja 1925. u zagrebačkoj-židovskoj obitelji. Otac joj je radio u zagrebačkom Paromlinu i Vera je stanovala s obitelji u nastambama Paromlina. Tu međutim Vera nije dugo ostala, ali joj je prema njezinim tvrdnjama mjesto rođenja zauvijek ostalo urezano u pamćenje. Veri je otac umro kada je imala jednu godinu, pa ju je odgojili majka Latica Klein-Fischer zajedno sa svojim roditeljima. Tijekom Drugog svjetskog rata kao židovka bila je internirana u logor na Rabu i Kuparima koji su bili pod talijanskom upravom. Nakon kapitulacije Italije, Vera se pridružila Narodnooslobodilačkom pokretu u Hrvatskoj. 1951. godine, Vera je diplomirala na Akademiji likovnih umjetnosti u Zagrebu u klasi prof. Vanje Radauša. Ubrzo nakon diplome naspustila je klasični stil likovne akademije i okrenula se pop skulpturama. Sudjelovala je na brojnim samostalnim i skupnim izložbama u zemlji i inozemstvu, od kojih se ističe prvi javni nastup 1952. godine na 8. Izložbi Udruženja likovnih umjetnika Hrvatske (ULUH) u Zagrebu, te prva samostalna izložba u Salonu ULUH u Zagrebu 1961. godine. Veliku "Autobiografsku izložbu" priredila je 2002. godine u Gliptoteci Hrvatske akademije znanosti i umjetnosti (HAZU) u Zagrebu. Bila je članica Hrvatskog društva likovnih umjetnika (HDLU) Zagreb od 1952. godine. Vera Fischer je svoj umjetnički vrhunac zapravo i postigla kolažima iz 1960-ih, te fotografijama iz 1970-ih, kada je putovala po New Yorku i zahvaljujući kojima je uvrštena u knjigu "Fotografkinje u Hrvatskoj". Vera je bila aktivan član Židovske općine Zagreb. U misiji približavanja kršćanstva i židovstva bila je uključena kroz rad "Svjetske konferencije religije za mir" i u toj je misiji putovala svijetom. O njezinoj okupaciji govori i rad na kojemu su zajedno isklesani križ i Davidova zvijezda, smještena na mjestu srca. Godine 1997. odlikovana je Redom Danice s likom Marka Marulića. Vera Fischer je umjetnica čiji rad za života nije bio dovoljno vrednovan, te je njezin opus danas nepravedno mariginaliziran do nepamtljivosti. Preminula je u Zagrebu 14. srpnja 2009. i pokopana na Mirogoju.